# Гайи, Этьенн
Этьенн Гайи (фр. Étienne Gailly, 26 ноября 1922 — 21 октября 1971) — бельгийский легкоатлет, призёр Олимпийских игр.
Родился в 1922 году в Берингене.
Во время Второй мировой войны вступил в парашютно-десантные войска Великобритании, принимал участие в освобождении Бельгии. В 1948 году на Олимпийских играх в Лондоне поразил всех, лидировав в беге на марафонской дистанции, но к финишу выдохся, и в итоге завоевал лишь бронзовую медаль; из-за сильного истощения он не смог присутствовать на церемонии награждения, оказавшись в госпитале.
Во время Корейской войны был серьёзно ранен, что поставило крест на его спортивной карьере.